# Pandanus lacuum
Pandanus lacuum är en enhjärtbladig växtart som beskrevs av Harold St.John. Pandanus lacuum ingår i släktet Pandanus och familjen Pandanaceae. IUCN kategoriserar arten globalt som starkt hotad.
Artens utbredningsområde är Nya Kaledonien. Inga underarter finns listade.